# پارک ملی لاگو پوئلو
پارک ملی لاگو پوئلو (به اسپانیایی: Parque nacional Lago Puelo) یک پارک ملی در آرژانتین است که در استان چوبوت واقع شده‌است.